# Nordsauerländer Oberland
Das Nordsauerländer Oberland ist ein naturräumlich abgegrenzter, an der Plackweghöhe im Plackwald maximal 581,5 m hoher Teil des Sauerlandes in Nordrhein-Westfalen. Innerhalb der Haupteinheitengruppe 33 (Süderbergland, Bergisch-Sauerländisches Gebirge) bildet es die Haupteinheit 334.

## Lage
Das Nordsauerländer Oberland erstreckt sich in einem leichten Bogen von Balve bis nach Marsberg.  Nach Norden grenzt im Haarstrang ein Teil der Hellwegbörden (Haupteinheit 542) und damit der Westfälischen Bucht (Haupteinheitengruppe 54) an.
Nach Süden trennen die Sauerländer Senken (335) das Gebiet vom sich anschließenden Rothaargebirge (mit Hochsauerland, 333) bzw. im Südwesten vom Lennegebirge (Teil des Südsauerländer Berglandes, 3362); im Westen schließt sich das Niedersauerland (3372) an.
Der Naturpark Arnsberger Wald im Knie zwischen der Möhne im Norden und der südwestlich abgrenzenden Ruhr bildet das (nördliche) Zentrum der Landschaft.

## Naturräumliche Gliederung
Das Nordsauerländer Oberland (Ordnungsnummer 334) gliedert sich wie folgt:
- 334 Nordsauerländer Oberland
  - 334.0 Sunderner Wälder
  - 334.1 Oeventroper Ruhrtal
    - 334.10 Rumbecker Hänge
    - 334.11 Oeventroper Ruhrtalgrund
    - 334.12 Glösingen-Enster Hänge (mit Wennemer Mark)

  - 334.2 Unterer Arnsberger Wald
    - 334.20 Himmelpforter Möhnetal
    - 334.21 Möhneseegebiet

  - 334.3 Oberer Arnsberger Wald
    - 334.30 Mittelmöhnetal („Belecker Möhnetal“)
    - 334.31 Heve-Möhne-Wald
    - 334.32 Breitenbrucher Wald
    - 334.33 Hirschberger Blöße
    - 334.34 Kahlenbergsköpfe

  - 334.4 Warsteiner Hügelland
  - 334.5 Plackwald (s. Plackweghöhe)
  - 334.6 Obermöhne- und Almewald
  - 334.7 Briloner Land („Briloner Hochfläche“, nicht deckungsgleich mit Briloner Höhen!)
    - 334.70 Briloner Kalkplatten („Briloner Kalkplateau“)
    - 334.71 Almer Grund („Almer Quellgrund“)
    - 334.72 Madfelder Schieferboden

  - 334.8 Fürstenberger Wald

## Landschaften
Der Naturpark Arnsberger Wald, der in der Hauptsache aus dem Arnsberger Wald im engeren Sinne mit dem Möhnesee im Nord(west)en, dem sich südöstlich anschließenden Plackwald (Warsteiner Wald) und dem von beiden eingeschlossenen Warsteiner Hügelland besteht, wird südwestlich, jenseits des Oeventroper Ruhrtals, durch die Sunderner Wälder fortgesetzt.
Nach Osten schließt sich der Obermöhne- und Almewald an den Naturpark an, nach Südosten das Briloner Land. das im äußersten Osten in den Fürstenberger Wald mit dem Aabachsee übergeht.

## Gewässer
- (Lippe)
  - Alme (linker Lippe-Zufluss)
    - (Afte)
      - Aabach mit dem Aabachsee
- Ruhr
  - Wanne (Ruhrzufluss bei Niedereimer)
  - Röhr (linker Zufluss der Ruhr)
    - Sorpe mit Sorpesee

  - Möhne mit Möhnesee (rechter Ruhr-Zufluss)
    - Biber (Möhnezufluss bei Rüthen)
    - Glenne (Möhnezufluss nordwestlich von Warstein-Kallenhardt, nicht zu Verwechseln mit Glenne, ein Lippe-Zufluss)
    - Wester (Möhnezufluss bei Belecke)
      - Langer Bach (rechter Westeroberlauf bis vor Warstein)
      - Wideybach (linker Westeroberlauf bis vor Warstein)

    - Heve (Möhnezufluss, Einmündung in den Südarm des Möhnestausees)